# 從那天起我們開始哭泣
《從那天起 我們開始哭泣》，為張明右導演執導的紀錄片作品。為記錄史上冤案天數最長的平反者蘇炳坤故事，雖以冤案作為故事背景，但主軸重心為探討冤案對一家人世世代代的影響，那些冤屈的苦痛，不單只是受冤者的包袱，更是一個家族得支撐起的傷痛。

## 獎項提名
| 頒獎日期 | 類別       | 獎項       | 影片                      | 結果 | 參考  |
| -------- | ---------- | ---------- | ------------------------- | ---- | ----- |
| 2022     | 金馬影展   |            | 《從那天起 我們開始哭泣》 | 入選 | [ 2 ] |
| 2023     | 台北電影獎 | 最佳紀錄片 | 《從那天起 我們開始哭泣》 | 提名 | [ 3 ] |

## 外部連結
- 從那天起 我們開始哭泣的Facebook專頁
- 豆瓣电影上《從那天起我們開始哭泣》的資料 （简体中文）
- 從那天起 我們開始哭泣作品介紹 （页面存档备份，存于）
- 互联网电影数据库（IMDb）上《從那天起我們開始哭泣》的资料（英文）